# علیرضا ربیع

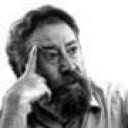
تصویر دکتر علیرضا ربیع

دکتر علیرضا ربیع،در سال ۱۳۲۴ در تهران متولد شد و پس از پایان مقطع تحصیلی دبیرستان، برای طی مراحل تحصیلات تکمیلی در سال ۱۹۶۶ به ایالات متحده رفت.
«دانشگاه بین‌الملی ایران» از ابتکارات دکتر علیرضا ربیع فقید بود که بعدها با نام «موسسه آموزش عالی فارابی» سعی در اتصال و تبادل اطلاعات بین متخصصان ایرانی در داخل و خارج کشور داشت. وی حدود ۱۰ سال بر روی پروژه دانشگاه مجازی در خاورمیانه، اروپا و ایالات متحده فعالیت می‌نمود. او همچنین یکی از پدیدآورندگان و روسای مجمع شهروندان خاورمیانه بود.
او به موضوعات شعر، نقاشی و سیاست علاقه‌مند بود و صفحه کارگاه شعر سورئال - Surreal Poetry Workshop را در FACEBOOK ایجاد نمود که همچنان نیز توسط همکاران و دوستان ایشان در حال فعالیت است.
وی در شانزدهم شهریور ماه ۱۳۹۶ پس از طی دوره ای بیماری سرطان، در ایالات متحده درگذشت.

## تحصیلات
- کارشناس ارشد معماری و شهرسازی – دانشگاه ایالتی کنت – اوهایو - ۱۳۵۲
- دکترای برنامه‌ریزی از دانشگاه بریتیش کلمبیا – ۱۳۵۶

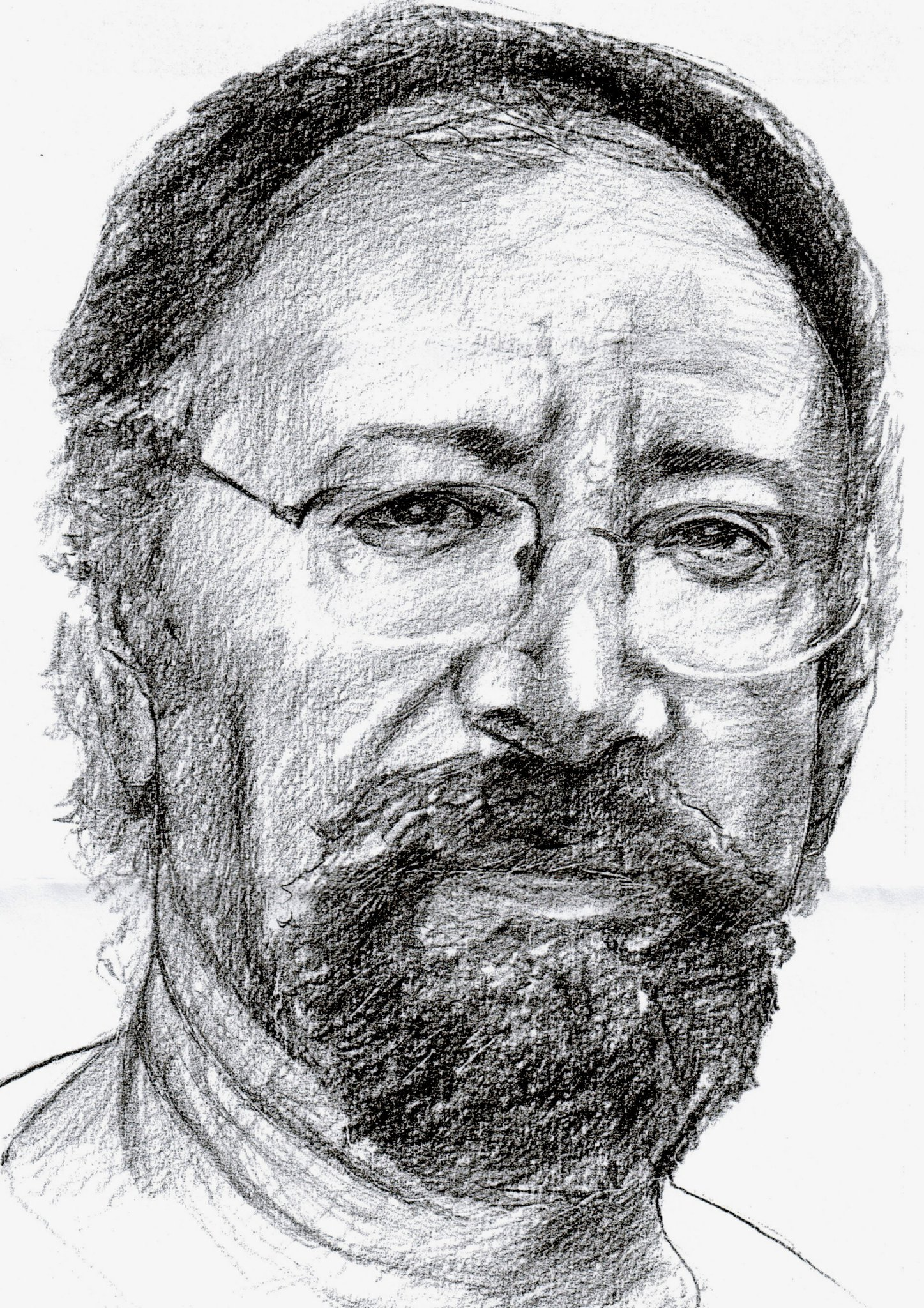
نقاشی بر گرفته از چهره دکتر علیرضا ربیع

## فعالیت‌ها
- مجری طرح جامعه مجازی خاور میانه – مرکز توسعه بین‌المللی دانشگاه مریلند
- مدیرا جرایی مؤسسه آموزش عالی فارابی – دانشگاه بین‌المللی ایران
- مؤسس و عضو هیفات مدیره تشکل‌های مردمی خاور میانه
- مدیر آموزش‌های الکترونیکی مرکز اطلاعات و ارتباطات پیشرفته دانشگاه صنعتی شریف

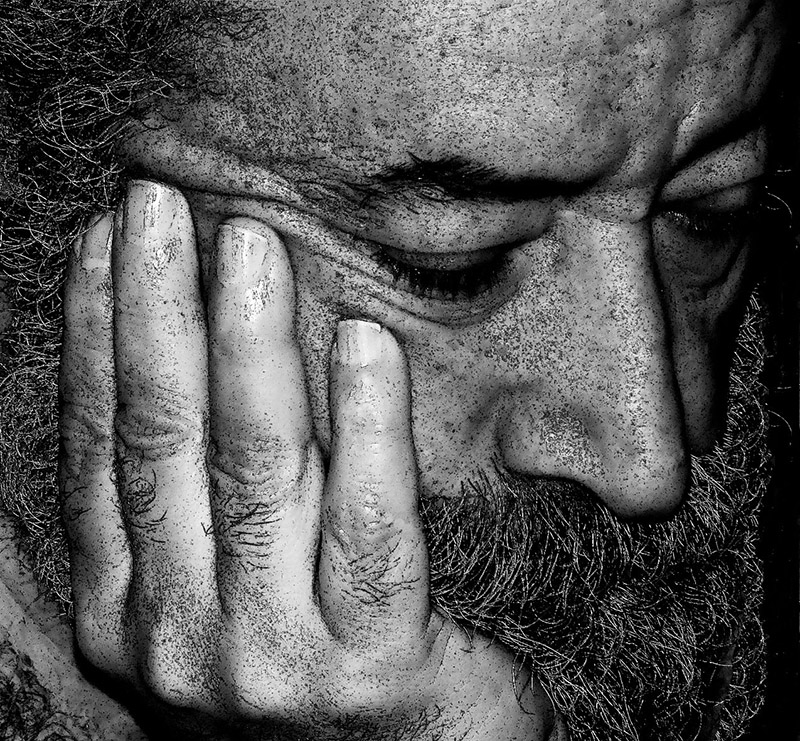
دکتر علیرضا ربیع

- دکتر علیرضا ربیعدبیر شورای راهبردی طرح ملی توسعه دانشگاه‌های مجازی کشور
- استاد درس دوره دکتری آموزش عالی (طراحی و مدیریت سیستم‌های اطلاعاتی) وزارت علوم
- مدیر طرح امکان‌سنجی و برنامه‌ریزی آموزش از راه دور دانشگاه پیام نور
- عضو کمیته راهبردی مراکز فناوری اطلاعات – معاونت آموزش و تحقیقات مخابرات
- عضو کمیته آموزش الکترونیکی تکفا
- تاظر طرح‌های فناوری اطلاعات آموزش و پرورش
- Vice President, Cypher Communications Technology, Rockville, MD. 1988-2001
- مجری طرح و رئیس دانشگاه صنایع دفاع – ۱۳۶۴
- مدیر برنامه‌ریزی فولاد اهواز – ۱۳۶۳
- مدیر برنامه‌ریزی شیلات جنوب ۱۳۶۲
- مدیر برنامه‌ریزی مناطق ساحلی جنوب کشور – سازمان برنامه و بودجه – ۱۳۶۱
- دانشیار و معاون آموزشی دانشگاه فارابی ۶۲– ۱۳۵۹
- دبیر کمیته برنامه‌ریزی آموزش عالی صنایع دفاع، نیروی دریایی، شیلات جنوب، کشتیرانی ۱۳۶۲
- عضو کمیته برنامه‌ریزی تأمین نیازهای اساسی – وزارت کشاورزی – ۱۳۶۱
- عضو کمیته برنامه‌ریزی معادن و فلزات – وزارت معادن و فلزات ۱۳۶۳
- نماینده دانشگاه‌های ایران درکمیسیون حفاظت و مرمت آثار تاریخی یونسکو ۶۱–۱۳۶۰
- مدیر فوق لیسانس بخش‌های معماری، شهرسازی ومرمت دانشگاه فارابی ۵۹–۱۳۵۶
- عضو هیئات علمی دانشگاه تهران – دانشکده معماری و شهرسازی ۵۶–۱۳۵۳
- عضو هیئات علمی دانشگاه تهران – مؤسسه علوم اجتماعی و توسعه ۵۶–۱۳۵۳
- دبیر کمیته ملی کنفرانس اسکان بشر سازمان ملل متحد – ۱۳۵۵
- مدیر گروه مطالعات شهری برتامه ریزی منطقه ای – سازمان برنامه و بودجه ۱۳۵۳

## تدریس
- تدریس درس دوره دکتری آموزش عالی (طراحی و مدیریت سیستم اطلاعاتی) – وزارت علوم
- دانشیاردانشگاه فارابی، معماری و شهرسازی، استاد راهنما، عضو کمیته دفاع رساله‌ها، ۶۲–۱۳۵۶
- دانشگاه تهران: معماری و شهرسازی – در سطح فوق لیسانس شهرسازی ۵۶–۱۳۵۳
- دانشگاه تهران: مؤسسه علوم اجتماعی – علوم توسعه در سطح فوق لیسانس۵۶ – ۱۳۵۳
- دانشگاه علم و صنعت – معماری و شهرسازی – ۱۳۶۱
- دانشگاه ایالتی کنت – معماری ۵۲–۱۳۵۰
- کالج مهندسی میدوست شیکاگو – فوق لیسانس شهرسازی ۱۳۵۲

## تالیفات
- Tehran Cosmopolitan, A Case Study of Urbanization and Technology,

Kent State University, Kent, Ohio, 1973
- Decentralized Spatial Planning, Kerman Region, A Case Study

University of British Columbia, Vancouver, British Columbia, Canada, 1975
- مروری بر مفاهیم توسعه، پژوهشکده علوم اجتماعی و توسعه، تهران، ۱۳۵۶
- توسعه موزون و عمران منطقه، دانشگاه فارابی، ۱۳۵۶
- خطوط کلی مشی توسعه، زمینه‌های اشتغال در کوتاه مدت، دفتر آمایش، سازمان برنامه و بودجه، ۱۳۶۰
- چشم‌انداز نیازهای آموزش عالی، توزیع استانی نیازها و امکانات، دانشگاه فارابی، ۱۳۶۱
- برنامه بلند مدت فولاد و مراحل تکمیل فولاد اهواز، وزارت معادن و فلزات، ۱۳۶۴
- امکانات بهره‌گیری از آبزیان خلیج فارس و دریای عمان، وزارت کشاورزی، شیلات جنوب، ۱۳۶۳ (۴ جلد)
- برنامه صید صنعتی ایران، وزارت کشاورزی، شیلات جنوب، ۱۳۶۲
- برنامه کارشناسی ارشد طراحی محیط، برنامه‌ریزی منطقه ای، مرمت آثار و ابنیه، دانشگاه فارابی، ۱۳۵۹
- برنامه کلان فیزیکی/ فضایی منطقه ای کرمان، سازمان برنامه و بودجه، ۱۳۵۳
- برنامه کلان فیزیکی/ فضایی منطقه ای یزد، سازمان برنامه و بودجه، ۱۳۵۳
- گزارش ملی «جمعیت و مسکن» و چشم‌انداز توسعه شهری برای کنفرانس اسکان بشر سازمان ملل، ۱۳۵۴
- برنامه آموزش عالی و طرح تأسیس دانشگاه صنایع دفاع، سازمان صنایع دفاع، ۱۳۶۴
- برنامه‌ریزی بمفهوم یک حرفه، ترجمه اثر جان فریدمن، دانشگاه فارابی، ۱۳۶۰
- فیلسوفان دنیانگر – زندگی و مکتب اندیشمندان اقتصاد سیاسی، ۱۳۸۱ (ترجمه و تلخیص – زیر چاپ)
- انتقال و توسعه فنآوری «ای-فراگیری»، ۱۳۸۲
- توانمند سازی محله ای و احیای بافت‌های سنتی شهری، ۱۳۸۱
- شهر سازی و عدالت اجتماعی، ریشه‌های اقتصادی فرسایش بافت‌های سنتی، ۱۳۸۲
- شهر الکترونیکی رامسر – ۱۳۸۲
- تحول ساختار آموزش عالی در قرن بیست و یکم – ۱۳۸۲

## مسئولیت‌ها
- مؤسس و ریاست مؤسسه آموزش عالی فارابی
- پدیدآورنده، مجمع شهروندان خاورمیانه (MECA)
- عضو هیئت‌مدیره، انجمن صلح ایران-آمریکا
- محقق، مرکز جهانی توسعه و حل مناقشه، دانشگاه مریلند، کلج پارک، مریلند.